# Фа, Джуниор
Джуниор Фа (Уэйн Фа младший, англ. Uaine Fa Junior; род. 19 октября 1989, Папакура, Новая Зеландия) — новозеландский боксёр-профессионал тонганского происхождения, выступающий в тяжёлой весовой категории. Входил в сборную Тонга по боксу, бронзовый призёр Игр Содружества (2010), чемпион Океании (2010), финалист двух Олимпийских квалификационных турниров Океании (2008, 2012) в любителях.
Среди профессионалов бывший временный чемпион Востока по версии WBO Oriental (2018—2021), и чемпион Новой Зеландии (2017—2021) в тяжёлом весе.
Лучшая позиция по рейтингу BoxRec — 32-я (декабрь 2020) и являлся 2-м среди новозеландских (после Джозефа Паркера) боксёров тяжёлой весовой категории, а по рейтингам основных международных боксёрских организаций занимал: 5-ю строчку рейтинга WBO, 9-ю строку рейтинга IBF и 31-ю строку рейтинга WBC, — входя в ТОП-35 лучших тяжеловесов всего мира.

## Биография
Уэйн Фа Джуниор родился 19 октября 1989 года в районе Папакура, который находится в южной части городской агломерации Большой Окленд. В большей степени он имеет тонганское происхождение, но его предки также происходят из Южного Китая — так как он носит фамилию Фа, которая является южнокитайским вариантом распространённой фамилии Хуа (букв. «цветок»).

## Любительская карьера
Джуниор Фа начал заниматься боксом достаточно поздно — в возрасте 16 лет, что не помешало ему добиться неплохих результатов в любительском боксе. В любительской карьере на международных соревнованиях он выступал под флагом Королевства Тонга. Он трижды участвовал в чемпионате Океании. В апреле 2008 года заняв второе место на Олимпийском квалификационном турнире Океании по боксу (совмещённым с чемпионатом Океании) в Апиа (Самоа), тогда в полуфинале победив австралийца Стивена Рудича, но затем в финале по очкам проиграв опытному австралийцу Дэниелю Бихану — который прошёл квалификацию и участвовал в летних Олимпийских играх в Пекине.
В 2010 году, под флагом Тонга, Фа сначала стал чемпионом на чемпионате Океании в Канберре (Австралия), где он в финальном бою полностью контролировал противника одержав победу с разгромным счётом (8:1) над австралийским боксёром Алексеем Мухиным. А затем в октябре 2010 года завоевал бронзовую медаль в тяжёлом весе на Играх Содружества наций проходивших в Дели (Индия). Тогда в первом раунде соревнований он победил англичанина Амина Иса, в четвертьфинале победил боксёра из Науру Джейка Агейду, и проиграл только в полуфинале индийскому боксёру Парамджиту Самота — который в итоге стал чемпионом Игр Содружества.
В марте 2012 года, под флагом Тонга, Фа снова попытался пройти квалификацию на Олимпийские игры, но вновь как и в 2008 году занял второе место на Олимпийском квалификационном турнире Океании в Канберре (Австралия), который также являлся чемпионатом Океании. Где он в четвертьфинале в близком бою по очкам (11:8) победил новозеландца Джозефа Паркера, затем в полуфинале досрочно победил боксёра с Острова Кука Юбилии Арама, но в финальном бою досрочно проиграл опытному австралийцу Йохану Линде, — который прошёл квалификацию и участвовал в летних Олимпийских играх в Лондоне. Джуниор Фа также становился чемпионом на национальном чемпионате Новой Зеландии.
В течение двух сезонов он принимал участие во Всемирной серии бокса. В свой первый сезон 2011—2012 годов, в середине сезона он был включён в индийскую команду Venky’s Mumbai Fighters. И этот сезон у него был очень успешный, так что он вошёл в топ-8 тяжеловесов участвующих в серии. Во втором сезоне 2012—2013 годов, он вошёл в британскую команду British Lionhearts, где он проводил бои с такими известными боксёрами, как: олимпийский чемпион 2012 года Александр Усик и многократный серебряный призёр Олимпийских игр Клементе Руссо. В это время он проживал в Шеффилде (Англия), где тренировался вместе с такими чемпионами как Энтони Джошуа и Джо Джойс.
Он имеет целую историю противостояния с бывшим чемпионом мира по версии WBO — новозеландцем Джозефом Паркером. Фа и Паркер встречались в любителях четыре раза и счёт их противостояний 2-2. Джуниор Фа, с переходом в профессионалы, рассчитывает провести ещё один бой с Паркером и сделать счёт личных встреч в свою пользу. В будущем такой бой вполне вероятен, Фа уже выступал в андеркарде боёв Паркера и такой поединок будет очень интересен в перспективе.
После 2013 года Джуниор Фа, по семейным обстоятельствам, оставил бокс примерно на три года, но затем вернулся и в начале 2016 года сразу же перешёл в профессионалы.

## Профессиональная карьера
Профессиональную карьеру он начал 13 февраля 2016 года, победив нокаутом в 1-м же раунде опытного соотечественника ветерана Ричарда Тутаки (20-25-2).
В начале 2017 года Фа подписал контракт с промоутером Лу ДиБелла — который также является промоутером чемпиона мира по версии WBC Деонтея Уайлдера.
18 марта 2017 года победив решением большинства судей (счёт: 100—90, 98—94, 95—95) опытного новозеландца Даниэля Тая (22-9-4), завоевал вакантный титул чемпиона Новой Зеландии в тяжёлом весе.
22 июня 2018 года победив единогласным решение судей (счёт: 100—90, 100—90, 99—91) мексиканца Луиса Паскуаля (12-2), завоевал титул временного чемпиона по версии WBO Oriental в тяжёлом весе.
2 марта 2019 года в городе Колумбус (США) победил техническим нокаутом в 1-м раунде опытного француза Невфеля Уата (16-2) и 2-й раз защитил титул временного чемпиона по версии WBO Oriental в тяжёлом весе.

### Бой с Джозефом Паркером
27 февраля 2021 года в Окленде (Новая Зеландия) состоялся бой с экс-чемпионом мира соотечественником Джозефом Паркером (27-2), с которым Фа встречался на любительском ринге четыре раза и каждый из них одержал по две победы, бой был конкурентным и прошёл все 12-ть раундов, но судьи отдали победу единогласным решением Паркеру со счётом: 113—115, 111—117, 109—119, бой был за вакантный титул чемпиона Востока по версии WBO Oriental в тяжёлом весе.

### Бой с Лукасом Брауном
5 июня 2022 года в Мельбурне (Австралия) досрочно техническим нокаутом в 1-м раунде проиграл возрастному опытному австралийцу Лукасу Брауну (30-3), в бою за вакантный титул чемпиона Австралазии по версии IBF Australasian и титул чемпиона Океании по версии WBA Oceania (1-я защита Брауна) в тяжёлом весе.

### Бой с Френком Санчесом
23 декабря 2023 года в Эр-Рияде (Саудовская Аравия) прошел масштабный PPV-вечер бокса «Энтони Джошуа — Отто Валлин», в котором состоялся бой с кубинским проспектом Фрэнком Санчесом (23-0, 16 КО). Первые раунды прошли при преимуществе Фа. Работая в широкой стойке и контролируя дистанцию передней рукой он старался доности одиночные джебы до кубинца, который в свою очередь осторожничал и не мог найти нужную дистанцию. Первые раунды прошли по такому сценарию и преимущество в них можно было отдать именно андердогу Джуниору Фа. В 6-м раунде за десять секунд до конца раунда Санчес смог мощным ударом справа отправить новозеландца на настил, но его спас гонг. В следующем раунде ситуация повторилась - снова правый удар свалил Фа, он смог подняться, взял передышку в борьбе вблизи, но к концу раунда упал в третий нокдаун. Новозеландец с трудом поднялся, но ноги его не слушались, и рефери остановил поединок.
В начале мая 2024 года принял решение завершить спортивную карьеру.

## Статистика профессиональных боёв
В таблице перечислены результаты всех поединков боксёров.
В каждой строке указан результат поединка. Дополнительно номер поединка обозначен цветом, который обозначает итог поединка. Расшифровка обозначений и цветов представлена в нижеследующей таблице.
| Пример | Расшифровка                     |
| ------ | ------------------------------- |
|        | Победа                          |
|        | Ничья                           |
|        | Поражение                       |
|        | Планируемый поединок            |
|        | Поединок признан несостоявшимся |
| КО     | Нокаут                          |
| ТКО    | Технический нокаут              |
| PTS    | Решение судей (по очкам)        |
| UD     | Единогласное решение судей      |
| MD     | Решение большинства судей       |
| SD     | Раздельное решение судей        |
| RTD    | Отказ от продолжения боя        |
| DQ     | Дисквалификация                 |
| NC     | Поединок признан несостоявшимся |

| 23 поединка, 20 побед (11 нокаутом), 3 поражения. | 23 поединка, 20 побед (11 нокаутом), 3 поражения. | 23 поединка, 20 побед (11 нокаутом), 3 поражения. | 23 поединка, 20 побед (11 нокаутом), 3 поражения. | 23 поединка, 20 побед (11 нокаутом), 3 поражения.                                | 23 поединка, 20 побед (11 нокаутом), 3 поражения. | 23 поединка, 20 побед (11 нокаутом), 3 поражения. |
| Бой                                               | Рекорд                                            | Дата боя                                          | Соперник                                          | Место проведения боя                                                             | Результат                                         | Дополнительно |
| ------------------------------------------------- | ------------------------------------------------- | ------------------------------------------------- | ------------------------------------------------- | -------------------------------------------------------------------------------- | ------------------------------------------------- | --- |
| 23                                                | 20-3                                              | 23 декабря 2023                                   | Фрэнк Санчес (23-0)                               | Kingdom Arena, Эр-Рияд, Саудовская Аравия                                        | TKO 7 (10), 2:42                                  | Фа в нокдауне в 6-м и два раза в 7-м раунде |
| 22                                                | 20-2                                              | 23 октября 2022                                   | Тусси Асафо (0-6)                                 | Paraoa Brewing Co. and Events Centre, Станмор Бэй, регион Окленд, Новая Зеландия | KO 1 (4), 0:45                                    | |
| 21                                                | 19-2                                              | 5 июня 2022                                       | Лукас Браун (30-3)                                | Стадион Marvel, Мельбурн, Виктория, Австралия                                    | TKO 1 (10), 1:58                                  | Бой за вакантный титул чемпиона Австралазии по версии IBF Australasian и титул чемпиона Океании по версии WBA Oceania (1-я защита Брауна) в тяжёлом весе. |
| 20                                                | 19-1                                              | 27 февраля 2021                                   | Джозеф Паркер (27-2)                              | Spark Arena, Окленд, Новая Зеландия                                              | UD (12)                                           | Счёт: 113-115, 111-117, 109-119. Бой за вакантный титул чемпиона Востока по версии WBO Oriental в тяжёлом весе.                                           |
| 19                                                | 19-0                                              | 15 ноября 2019                                    | Девин Варгас (21-5)                               | Солт Палас, Солт-Лейк-Сити, Юта, США                                             | UD (10)                                           | Счёт: 100-88, 99-89, 97-91. Защитил титул временного чемпиона по версии WBO Oriental (3-я защита Фа) в тяжёлом весе.                                      |
| 18                                                | 18-0                                              | 28 июня 2019                                      | Доминик Гуинн (37-12-1)                           | Pechanga Resort & Casino, Темекьюла, Калифорния, США                             | UD (10)                                           | Счёт: 97-92, 98-91 (дважды). Фа в нокдауне в 4-м раунде.                                                                                                  |
| 17                                                | 17-0                                              | 2 марта 2019                                      | Невфель Уата (16-2)                               | Центр Войновича, Колумбус, Огайо, США                                            | TKO 1 (10), 2:51                                  | Защитил титул временного чемпиона по версии WBO Oriental (2-я защита Фа) в тяжёлом весе.                                                                  |
| 16                                                | 16-0                                              | 15 декабря 2018                                   | Рохелио Омар Росси (20-6-1)                       | Horncastle Arena, Крайстчерч, Новая Зеландия                                     | TKO 1 (10), 1:26                                  | Защитил титул временного чемпиона по версии WBO Oriental (1-я защита Фа) в тяжёлом весе.                                                                  |
| 15                                                | 15-0                                              | 22 июня 2018                                      | Луис Паскуаль (12-2)                              | The Auckland Indian Association, Окленд, Новая Зеландия                          | UD (10)                                           | Счёт: 99-91, 100-90 (дважды). Завоевал титул временного чемпиона по версии WBO Oriental в тяжёлом весе.                                                   |
| 14                                                | 14-0                                              | 9 марта 2018                                      | Крэйг Льюис (14-1-1)                              | Deadwood Mountain Grand, Дедвуд, Южная Дакота, США                               | MD (8)                                            | Счёт: 79-73, 78-74, 76-76. |
| 13                                                | 13-0                                              | 10 ноября 2017                                    | Фред Лэтэм (9-0-2)                                | Cleveland Masonic Temple, Кливленд, Огайо, США                                   | KO 1 (8), 1:07                                    | |
| 12                                                | 12-0                                              | 25 мая 2017                                       | Хантер Сэм (11-10-2)                              | ABA Stadium, Окленд, Новая Зеландия                                              | UD (6)                                            | Счёт: 59-55, 58-56 (дважды). |
| 11                                                | 11-0                                              | 18 марта 2017                                     | Даниэль Тай (22-9-4)                              | ABA Stadium, Окленд, Новая Зеландия                                              | MD (10)                                           | Счёт: 100-90, 98-94, 95-95. Завоевал вакантный титул чемпиона Новой Зеландии в тяжёлом весе.                                                              |
| Бой                                               | Рекорд                                            | Дата боя                                          | Соперник                                          | Место проведения боя                                                             | Результат                                         | Дополнительно |